# Macropanesthia rhinoceros
Гигантский таракан-носорог, или гигантский роющий таракан (лат. Macropanesthia rhinoceros), — вид насекомых из подсемейства Geoscapheinae семейства Blaberidae. Является одним из самых крупных представителей семейства. Он вырастает в длину до 7—8,5 см и весит до 30—35 г, что делает его самым тяжелым видом тараканов в мире. Это австралийский эндемик, который в дикой природе встречается преимущественно в штате Квинсленд. Таракан-носорог не имеет крыльев, не является вредителем и имеет некоторую популярность в качестве домашнего животного. Он безопасен для человека и питается только корой и опавшими листьями. Таракан является долгожителем — средняя продолжительность жизни около 8 лет.